# Teretriphora huttoni
Teretriphora huttoni is een slakkensoort uit de familie van de Triphoridae. De wetenschappelijke naam van de soort is voor het eerst geldig gepubliceerd in 1908 door Suter als Triphora huttoni.